# Vitesses caractéristiques
Pour les articles homonymes, voir Vitesse (homonymie).
En aéronautique, les vitesses caractéristiques sont des vitesses définies par le constructeur d'un aéronef afin d'assurer la sécurité des différentes phases du vol ou d'optimiser l'emploi de l'appareil.
Certaines de ces vitesses doivent être démontrées par l'avionneur (par calcul ou grâce à des essais en vol) afin d'obtenir la certification de l'appareil, selon les normes de certification en vigueur dans chaque pays (AESA en Europe, FAA aux États-Unis, Transports Canada au Canada, CASA en Australie, etc.).
En plus de ces vitesses réglementaires, l'avionneur peut en définir d'autres, en fonction des caractéristiques de l'appareil (aérodynamique, puissance, domaine d'emploi de certains équipements, etc.), dont le respect peut être imposé au pilote par le manuel de vol, ou servir simplement de recommandation (par exemple pour avoir les meilleures performances).
En l'absence d'autre précision, les vitesses mentionnées sur cette page sont des vitesses indiquées (Vi).

## Vitesses maximales
- MMO : Nombre de Mach maximal en opérations
- VA : Vitesse maximale en manœuvre
- VB : Vitesse maximale en conditions turbulentes
- VFE : Vitesse maximale en configuration hypersustentée (velocity flap extended)
- VLE : Vitesse maximale avec train d'atterrissage sorti (velocity landing gear extended)
- VLO : Vitesse maximale pour la manœuvre du train d'atterrissage (velocity landing gear operating)
- VMO : Vitesse maximale en opérations
- VNE : Vitesse à ne jamais dépasser (velocity never exceed)
- VNO : Vitesse maximale en croisière (velocity normal operating)

## Vitesses de décrochage
- VS1g : vitesse de décrochage sous facteur de charge unitaire
- VSR : vitesse de décrochage de référence
- VSR0 : vitesse de décrochage de référence en configuration atterrissage
- VSR1 : vitesse de décrochage de référence en configuration spécifique

## Vitesses minimales opérationnelles
- V2MIN : vitesse minimale de sécurité au décollage
- VMC : vitesse minimale de contrôle
- VMCG : vitesse minimale de contrôle au sol (minimum control ground)
- VMCL : vitesse minimale de contrôle en configuration atterrissage (minimum control landing)
- VMCL-2 : vitesse minimale de contrôle en configuration atterrissage avec deux moteurs en panne
- VMU : vitesse minimale de sustentation (minimum unstick)
- VREF : vitesse minimale d'approche (landing reference)

## Vitesses de décollage
- VMCG : vitesse minimale de contrôle sol
- VEF : vitesse effective de panne (engine failure)
- V1 : vitesse maximale d’interruption du décollage
- VMCA : vitesse minimale de contrôle en l'air (minimum control air)
- VR : vitesse de rotation
- VMU : vitesse minimale de sustentation
- VLOF : vitesse à laquelle l'avion quittera le sol (lift off)
- V2 : vitesse de sécurité au décollage à laquelle un avion peut s'élever malgré 1 moteur en panne

## Autres vitesses
- VMBE : vitesse d'énergie de freinage maximale (Velocity Maximum Braking Energy). Au-delà de cette vitesse, l’énergie cinétique dépasse les capacités d’absorption et de refroidissement des freins. Elle dépend de la masse, de l’altitude-pression, de la température et du vent effectif.
- VX : vitesse d'angle de montée maximal
- VY : vitesse de taux de montée optimal